# Jeanine Áñez
Jeanine Áñez Chávez, född 13 juni 1967 i San Joaquín i Beni, är en boliviansk politiker. Hon var Bolivias interimspresident från 2019 till 2020, en period som präglades av politiska motsättningar runt tolkningarna av 2019 års bolivianska presidentval (där Evo Morales tvingades bort från presidentposten). Hon blev därmed också landets första kvinnliga president sedan Lidia Gueiler Tejada.